# Драгункин, Александр Николаевич
Алекса́ндр Никола́евич Драгу́нкин (29 июля 1947, Ленинград, СССР) — автор учебников по английскому языку и псевдонаучных историко-лингвистических идей.

## Биография
Родился 29 июля 1947 года в Ленинграде в семье рабочего-механика. Окончил вечернюю школу, поступил на Восточный факультет ЛГУ. По окончании университета со специальностью «востоковед-филолог» преподавал иностранные языки, главным образом английский.
С началом перестройки занялся бизнесом, не прекращая своей преподавательской деятельности. Является автором  пособий по изучению английского языка, а также маргинальных историко-лингвистических исследований.
В 2004 году учредил «Фонд восстановления исторической справедливости».
В 2012 году получил диплом «доктора философии в области лингвистики (английский язык)» в негосударственном образовательном учреждении Международный университет фундаментального обучения.
На базе английского языка создал международный язык под названием «ньюинг».

## Методика преподавания английского языка
В своей методике Александр Драгункин отказался от классического изучения правил чтения английских слов, заменив традиционно используемую МФА «русифицированной транскрипцией» (teeth — тииф, thing — финг, knowledge — ноолиджь и т. п.), позднее добавив к ней пять транскрипционных знаков из МФА. Помимо этого он вывел 51 «золотую» формулу английской грамматики, существенным образом отличающуюся от классических. Например, выделено три базовых правила:
- действующее лицо обозначается только субъектным местоимением;
- в каждом английском предложении обязательно наличие глагола (в любой форме);
- единожды измененное английское слово дальнейшим изменениям не подвергается.

Также выделены новые категории грамматики (обязательные определители, слова-подсказки и т. д.)
Критики данной методики обращают внимание на неадекватность используемой транскрипции и неумение выпускников использовать выученные грамматические конструкции в речи с учетом той или иной коммуникативной ситуации.

## Неакадемические исследования в области языка
Драгункин утверждает, что русский язык является мировым праязыком. Он заявляет также, что язык как таковой был создан изначально не для обмена информацией, а как инструмент её искажения. Составителей этимологических словарей Драгункин называет врунами.
Идеи Драгункина разделяются немногими последователями (например, сатириком Михаилом Задорновым), однако научным сообществом отвергаются. Например, профессор Е. В. Маевский отмечал, что «этимологии Драгункина прямо-таки поражают своей невежественностью».